# Still Standing : Qui passera à la trappe ?
Pour les articles homonymes, voir Still Standing.
 (mai 2016).
Si vous disposez d'ouvrages ou d'articles de référence ou si vous connaissez des sites web de qualité traitant du thème abordé ici, merci de compléter l'article en donnant les références utiles à sa vérifiabilité et en les liant à la section « Notes et références ».
Still Standing : Qui passera à la trappe ? est un jeu télévisé animé par Julien Courbet en France et par Jean-Michel Zecca en Belgique. Il est diffusé du 8 août 2016 au 2 septembre 2016 sur D8 et a été diffusé tous les samedis du 12 mars au 4 juin 2016 sur RTL-TVI, avant de revenir à l'antenne pour une nouvelle saison à partir du 10 septembre 2016.

## Historique
En 2012, les droits de l'émission ont été rachetés par TF1 qui a organisé un casting et tourné un pilote mais finalement il n'y a pas eu de suite.
En 2016, l'émission a commencé sa première diffusion sur la chaîne C8 de 8 août, avec un prime diffusé le 11 août.

## Déroulement du jeu
Un candidat se retrouve face à 10 adversaires qu'il doit affronter un à un afin d'ajouter de l'argent dans sa cagnotte. Si le candidat bat les 10 adversaires il remporte la somme de 25 000 euros.
Le candidat choisit son adversaire. A tour de rôle ils dispose de 20 secondes pour répondre à des questions de culture générale voyant aucun lettre de la réponse que lui dois contester jusqu'à que l'un d'eux se trompe. Cependant le candidat a deux jokers, dès que celui-ci ne sait pas la réponse il peut utiliser un joker, c'est à l'adversaire de répondre à sa question, s'il échoue l'adversaire passe à la trappe, le candidat gagne alors son duel, l'animateur dévoile la somme qui se cache derrière le pupitre de l'adversaire pouvant de 1 à 5 000 euros (1, 100, 200, 300, 400, 500, 600, 700, 1000, 5000).
Dès que le candidat gagne cinq duels il peut repartir avec 25 % de ses gains ou continuer avec un joker de plus.
Dès que le candidat gagne sept duels il peut repartir avec 50 % ses gains.
Si l'adversaire gagne le duel l'animateur lui propose un dilemme soit il repart avec 500 euros ou ce qui se cache derrière son pupitre.
Quand le candidat est passé à la trappe, les adversaires s'affrontent entre eux sur un vrai ou faux, dès la moindre erreur l'adversaire passe à la trappe tandis qu'à chaque bonne réponse la cagnotte augmente de 100 euros. Le dernier adversaire qui reste remporte la cagnotte.

## Versions internationales
| Pays                      | Titre                                              | Chaîne                       | Présentateur                           | Date de diffusion                      | Gains                                                                                   |
| Israël (original version) | לעוף על המיליון La'uf al HaMillion                 | Channel 10                   | Yaron Brovinsky                        | 2010 - 2013 Depuis 2015                | ₪1,000,000                                                                              |
| ------------------------- | -------------------------------------------------- | ---------------------------- | -------------------------------------- | -------------------------------------- | --------------------------------------------------------------------------------------- |
| Allemagne                 | Ab durch die Mitte - Das schnellste Quiz der Welt, | Sat.1                        | Daniel Boschmann                       | 2012                                   | €50,000                                                                                 |
| Belgique (Flandre)        | Valkuil                                            | VTM                          | Kürt Rogiers                           | depuis 2015                            | €5,000                                                                                  |
| Belgique (Wallonie)       | Still Standing : Qui passera à la trappe ?         | RTL-TVI                      | Jean-Michel Zecca                      | Depuis 2016                            | 25,000 €                                                                                |
| Brésil                    | Quem Fica em Pé?                                   | Band                         | José Luiz Datena                       | 2012 - 2013                            | R$100,000                                                                               |
| China                     | 一站到底 Yizhan Daodi                              | JSBC                         | Li Hao & Guo Xiaomin                   | Depuis 2012                            | électronique, électroménager, ￥400,000 and Free double trip to places around the world |
| Émirats arabes unis       | المصيدة El masyadeh                                | MBC 1                        | Badr Al Zeidan                         | 2013 - 2014                            | SR1,000,000                                                                             |
| Espagne                   | ¡Ahora caigo!                                      | Antena 3                     | Arturo Valls Carlos Sobera (1 episode) | 2011 (weekly)                          | 200 000 € (weekly)                                                                      |
| Espagne                   | ¡Ahora caigo!                                      | Antena 3                     | Arturo Valls Carlos Sobera (1 episode) | Depuis 2011 (daily)                    | 100 000 € (daily)                                                                       |
| États-Unis                | Who's Still Standing?                              | NBC                          | Ben Bailey                             | 2011 - 2012                            | US$1,000,000                                                                            |
| France                    | Still Standing : Qui passera à la trappe ?         | D8                           | Julien Courbet                         | Depuis 2016                            | 25,000 €                                                                                |
| Hongrie                   | Maradj talpon!,                                    | m1 (2011-14) Duna TV (2015-) | Gábor Gundel Takács                    | 2011 - 2014 (M1) Depuis 2015 (Duna TV) | 25,000,000Ft.                                                                           |
| Italie                    | Caduta libera,                                     | Canale 5                     | Gerry Scotti                           | Depuis 2015                            | €100,000 €300,000 (2nd edition)                                                         |
| Thaïlande                 | ตกสิบหยิบล้าน Still Standing Thailand                 | BBTV CH7                     | Varavuth Jenthanakul                   | Depuis 2015                            | ฿1,000,000                                                                              |
| Turquie                   | Eyvah Düşüyorum                                    | Star TV                      | Eser Yenenler                          | 2012 - 2013                            | 500,000TL                                                                               |
| Turquie                   | Eyvah Düşüyorum                                    | Star TV                      | Mehmet Ali Erbil                       | Depuis 2014                            | 250,000TL                                                                               |
| Uruguay                   | ¿Quién se Pará?                                    | Canal 10                     | Humberto de Vargas                     |                                        | $3,000,000                                                                              |
| Viêt Nam                  | Người đứng vững - Still Standing Vietnam           | HTV7                         | Huy Khánh                              | Depuis 2016                            | VNĐ100,000,000                                                                          |